# Filmåret 1929

## Händelser

### Maj
- 2 maj – Ljudfilmen har svensk premiär i Stockholm med amerikanska Hans hustrus ära, som inte väcker någon större förtjusning.[1]

## Årets filmer

### A - G
- Asfalt
- Broadways melodi
- Den andalusiska hunden
- Den starkaste
- Den underbara lögnen
- Drifters[2]
- En kvinnas moral
- Finurliga Fridolf
- Fången 53

### H - N
- Hjärtats triumf
- Hjärtligt välkomna
- I lust och nöd
- I vårens tid
- Konstgjorda Svensson
- Kyssen
- Mannen med filmkameran
- Manxmannen
- Miljonärernas paradis

### O - U
- Rågens rike
- Skelettdansen
- Säg det i toner
- Utpressning

### V - Ö
- Vilda orkidéer
- Ville Andesons äventyr
- Zigenarliv

## Födda
- 3 januari – Sergio Leone, italiensk regissör.
- 7 januari – Kerstin Wibom, svensk skådespelare.
- 8 januari – Saeed Jaffrey, indisk skådespelare.
- 31 januari – Jean Simmons, brittisk skådespelare.
- 10 februari – Jerry Goldsmith, amerikansk filmmusikkompositör.
- 11 februari – Gunvor Pontén, svensk skådespelare.
- 13 februari – Per Lindqvist, svensk sångare och skådespelare.
- 19 februari – Björn Bjelfvenstam, svensk skådespelare.
- 20 februari – Amanda Blake, amerikansk skådespelare.
- 7 mars
  - Göran O. Eriksson, svensk författare och regissör.
  - Göte Fyhring, svensk skådespelare.
- 15 mars – Anita Blom, svensk skådespelare.
- 22 mars – P. Ramlee, malaysisk skådespelare och sångare.
- 3 april – Miyoshi Umeki, japansk skådespelare.
- 10 april – Max von Sydow, svensk skådespelare och regissör.
- 18 april – Lena Brogren, svensk skådespelare.
- 28 april – Carolyn Jones, amerikansk skådespelare.
- 4 maj – Audrey Hepburn, amerikansk skådespelare av holländskt-brittiskt ursprung född i Belgien.
- 15 maj – Stig Gustavsson, svensk skådespelare.
- 23 maj – Ulla Jacobsson, svensk skådespelare.
- 24 maj – Ove Kant, svensk filmare, regissör, manusförfattare och skådespelare.
- 28 maj – Yvonne Lombard, svensk skådespelare.
- 6 juni – Sunil Dutt, indisk skådespelare och politiker.
- 20 juni – Bonnie Bartlett, amerikansk skådespelare.
- 10 juli – George Clayton Johnson, amerikansk manusförfattare.
- 13 juli – René Laloux, fransk regissör av animerad film.
- 24 juli – Berit Gramer, svensk skådespelare.
- 30 juli – Else-Merete Heiberg, norsk skådespelare.
- 23 augusti – Vera Miles, amerikansk skådespelare.
- 28 augusti – Bodil Kåge, svensk skådespelare.
- 14 september – Hans Clarin, tysk skådespelare.
- 25 september – Ronnie Barker, brittisk komiker.
- 16 oktober – Fernanda Montenegro, brasiliansk skådespelare och TV-personlighet.
- 28 oktober – Joan Plowright, brittisk skådespelare.
- 31 oktober – Bud Spencer, italiensk skådespelare.
- 3 november
  - Per-Olof Ekvall, svensk skådespelare och recitatör.
  - Ulf G. Johnsson, svensk skådespelare och kompositör.
- 6 november – Tom Olsson, svensk skådespelare och teaterregissör.
- 12 november – Grace Kelly, amerikansk skådespelare, furstinna av Monaco.
- 18 november – Åke Lagergren, svensk skådespelare.
- 1 december – David Doyle, amerikansk skådespelare.
- 7 december – Boris Stepantsev, rysk filmregissör.
- 9 december
  - John Cassavetes, amerikansk skådespelare och filmregissör.
  - Ulla-Bella Fridh, svensk skådespelare och sångerska.
- 13 december
  - Gun Jönsson, svensk regissör och skådespelare.
  - Christopher Plummer, kanadensisk skådespelare.

## Avlidna
- 12 februari – Lillie Langtry, 75, brittisk skådespelare.
- 13 juli – Eric Lindholm, 41, svensk skådespelare.
- 7 augusti – Ivar Nilsson, 52, svensk skådespelare.
- 18 oktober – Gustaf Ranft, 73, svensk skådespelare.

### Fotnoter
1. ↑  Hundra år i Sverige – 1929, Hans Dahlberg, Albert Bonniers, 1999
2. ↑  Sexton, Jamie. ”Drifters (1929)”. screenonline. BFI. http://www.screenonline.org.uk/film/id/439877/. Läst 7 mars 2011.